# Епархия Моши
Епархия Моши (лат. Dioecesis Moshiensis) — епархия Римско-Католической церкви с центром в городе Моши, Танзания. Епархия Моши входит в митрополию Аруши. Кафедральным собором епархии Моши является церковь Христа Царя.

## История
13 февраля 1910 года Римский папа Пий X издал бреве In hoc summo, которым учредил апостольский викариат Килиманджаро, выделив его из апостольского викариата Багамойо (сегодня — Епархия Морогоро).
28 января 1935 года, 14 апреля 1943 года и 18 апреля 1950 года апостольский викариат Килиманджаро уступил часть своей территории в пользу возведения апостольских префектур Додомы (сегодня — Епархия Додомы), Мбулу (сегодня — Епархия Мбулу) и Танги (сегодня — Епархия Танги).
25 марта 1953 года Римский папа Пий XII издал буллу Quemadmodum ad Nos, которой преобразовал апостольский викариат Килиманджаро в епархию Моши. Первоначально епархия Моши являлась суффраганной по отношению к архиепархии Дар-эс-Салама.
1 марта 1963 года епархия Моши передала часть своей территории для возведения епархии Аруши (сегодня — Архиепархия Аруши).
10 декабря 1963 года епархия Моши передала часть своей территории для возведения апостольской префектуры Саме (сегодня — Епархия Саме).
16 марта 1999 года епархия Моши вошла в состав церковной провинции Аруши.

## Ординарии епархии
- епископ Marie-Joseph-Aloys Munsch CSSp[1] (1910—1922);
- епископ Henry Aloysius Gogarty CSSp (1923—1931);
- епископ Joseph James Byrne CSSp (1932—1959);
- епископ Joseph Kilasara CSSp (1960—1966);
- епископ Joseph Sipendi (1968—1985);
- епископ Amedeus Msarikie (1986—2007);
- епископ Исаак Амани Массаве (2007—2017), назначен архиепископом Аруши.
- епископ Ludovic Minde (c 2019)